# Monumento conmemorativo Afro-Americano de la Guerra Civil
El Monumento Memorial Afro-Americano de la Guerra Civil (en inglés y oficialmente: African American Civil War Memorial) es un monumento de Washington D. C. que conmemora el servicio de 209.145 soldados afroamericanos y marineros que lucharon por la Unión en la Guerra Civil de Estados Unidos. La escultura El Espíritu de la Libertad es una estatua de bronce de 9 pies construida por Ed Hamilton, de Louisville, Kentucky, que fue encargado por la Comisión del DC para las Artes y Humanidades en 1993 y se terminó en 1997. El monumento incluye una zona de paseo con paredes de paneles curvos con los nombres de los hombres que sirvieron en la guerra inscritos en ellos. 
El monumento fue trasladado al Servicio de Parques Nacionales (NPS) el 27 de octubre de 2004. El National Mall and Memorial Parks de la oficina de NPS ahora gestiona el sitio.
El relacionado museo está situado justo enfrente del monumento en Vermont Avenue. El 16 de julio de 2011, celebró su gran apertura con eventos dedicados a "La reconciliación racial". Se prevé cuatro años de actividades para conmemorar el 150.º aniversario de la guerra y las contribuciones afroamericanas. Este museo permite a los visitantes, investigadores y descendientes de las tropas estadounidenses de color comprender mejor sus historias. Muestra fotografías, artículos de prensa, y réplicas de trajes de la época, y los uniformes y las armas de la Guerra Civil.